# Научные войны
Научные войны — серия дискуссий между научными реалистами и критиками-постмодернистами о природе интеллектуальных исследований и научных теорий. Они происходили в основном в США в 1990-х в как академической среде, так и в прессе. Научные реалисты вроде Нормана Левита, Пола Гросса, Жана Брикмона и Алана Сокала утверждали, что научное знание реально. Они обвиняли постмодернистов в том, что те фактически отвергли объективность научного знания, научный метод и научный эксперимент. Постмодернисты же интерпретировали идеи Томаса Куна о научных парадигмах, которые заключаются в том, что научные теории это социальные конструкты, а философы (например, такие как Пол Фейерабенд), утверждали что другие формы производства знания, противоположные подходам реалистов, больше подходят для удовлетворения личных и духовных потребностей людей.
Научные реалисты утверждали, что философы-постструктуралисты, такие как Жак Деррида, Жиль Делёз, Жан Франсуа Лиотар и другие, оказали большое влияние на обширные области науки. Реалисты считают, что это влияние побуждает к отказу от объективности и реализма. В целом, научные реалисты считают труды постструктуралистов непонятными и бессмысленными. А эти труды затрагивают широкий спектр областей от культурологии и феминистских исследований, до исследований средств массовой информации и исследований в области науки и техники.

## Исторический контекст
До середины XX века философия науки была сосредоточена на жизнеспособности научного метода и знаний. Наряду с этим философы науки предлагали обоснования научных теорий и пытались выяснить на философским уровне, почему наука работает. Например, Карл Поппер, один из первых противников логического позитивизма в XX веке, отказался от классической формы научного метода, выводящего знание из наблюдения, в пользу принципа фальсифицируемости. Он также известен своей оппозицией классическому обоснованию верификации знания. Поппер заменил ее критическим рационализмом. Несколько постмодернистов приняли его подход.
Томас Кун описал развитие научного знания не как линейное увеличение истины и понимания, а как серию периодических революций, которые опрокидывают старый научный порядок и заменяют его новым порядком (тем, что Кун назвал парадигмами). Кун приписывал большую часть этого процесса взаимодействиям и стратегиям индивидуумов наук, а не собственной логической структуре науки. Некоторые интерпретировали идеи Куна как означающие, что научные теории были полностью или частично социальными конструктами, которые многие интерпретировали как уменьшающие притязания науки на представление объективной реальности (хотя многие социальные конструктивисты не выдвигают этого утверждения), и что реальность играла меньшую или потенциально неуместную роль в формировании научных теорий. В 1971 году Джером Равец опубликовал книгу «Научное знание и его социальные проблемы», в которой описана роль, которую научное сообщество как социальная структура играет в принятии или отклонении объективного научного знания.

## Научные войны

### Продолжение конфликта
Первые несколько лет после издания «Социального текста» серьёзность и масштаб дискуссий существенно возросли, имея преимущественной целью восстановить отношения между «воюющими лагерями» постмодернистов и учёных. Значительным событием стала конференция «Наука и её критика» в начале 1997 года, которые свели между собой учёных и исследователей науки, с физиком Аланом Сокалом и социологом Стивом Фуллером в качестве ключевых докладчиков. Конференция породила последнюю волну публикаций в прессе и научных журналах, хотя ни в коем случае не разрешила принципиальные проблемы социальных конструктов и объективности в науке.
Попытки примирить враждующие лагеря не прекращались и после этого. Физик Майкл Ноенберг из Калифорнийского университета в Санта-Крузе организовал небольшую конференцию в мае 1997 года, на которой присутствовали и учёные, и социологи, такие как Алан Сокал, Дэвид Мермин и Гарри Коллинс. В том же году Коллинс организовал Саутгемптонскую мирную конференцию, которая опять свела вместе большой круг учёных и социологов. В результате конференции возникла идея издания, призванного очертить позиции сторон в дискуссии. Книга «Одна культура? Разговор о науке» под редакцией химика Лабингера и социолога Коллинса вышла в 2001 году. Название работы отсылает к труду «Две культуры» Ч. П. Сноу, она включает вклад таких авторов как Алан Сокал, Жан Брикмон, Стивен Вейнберг и Стивен Шейпин
Другие важные публикации, в которых отражаются научные войны — Интеллектуальные уловки: критика современной философии постмодерна Сокала и Брикмона, «Социальный конструкт чего?» Яна Хакинга и «Кто рулит наукой» Джеймса Брауна.
Афера братьев Богдановых в 2002 году может считаться завершением «мистификации Сокала»: рецензирование, принятие в печать и публикация статей в рецензируемых научных журналах, впоследствии признанных бессмыслицей. Профессор физики Пол Гинспар из Корнеллского университета, возражает, что эти случаи не аналогичные, и сам факт, что некоторые журналы и научные институты имеют низкие стандарты, «едва ли можно считать откровением». Новый главный редактор журнала англ. Annals of Physics, который, как и новая техническая редакция журнала, был назначен после этой истории, заявил, что стандарты публикаций понизились, поскольку прежний главный редактор заболел, а потом и умер.
В последние годы[когда?] интерес к научным войнам значительно угас. Хотя события время от времени упоминаются в прессе, они не влияют ни на учёных, ни на их критиков. Обе стороны придерживаются прежних позиций и считают, что оппоненты не понимают их теории, как написал Бруно Латур